# Arbaaz Khan
Arbaaz Khan (ur. 4 sierpnia 1967 w Bombaju) – bollywoodzki aktor.
Jest synem scenarzysty Salim Khana i bratem Salman Khana i Sohail Khana. 
Za swój debiut w 1996 roku w filmie Daraar w roli psychopaty bijącego żonę otrzymał Nagroda Filmfare za Najlepszą Rolę Negatywną.
Grał w takich filmach jak Pyaar Kiya To Darna Kya (1998) i Garv: Pride and Honour (2004), gdzie grał w opozycji do swojego brata Salmana.
Zagrał w Qayamat (2003), filmie, który cieszył się popularnością widzów. Ponadto, drugoplanową rolę oficera policji w gwiazdorskiej obsadzie Shootout at Lokhandwala. W 2010 wyprodukował film Dabangg, w którym zagrał u boku swojego brata Salmana Khana; film otrzymał statuetkę Filmfare w kategorii najlepszy film roku 2010.

## Filmografia
- Daraar (1996) – Vikram
- Sham Ghansham (1998) – Ghansham
- Pyaar Kiya To Darna Kya (1998) – Vishal Thakur
- Mehndi (1998)
- Hello Brother (1999) – inspektor Vishal
- Jeetenge Hum (2001)
- Maa Tujhhe Salaam (2002) – Albaksh
- Yeh Mohabbat Hai (2002) – Abdul Jamil
- Tumko Na Bhool Paayenge (2002) – Veer Singh Thakur
- Soch (2002) – Om
- Karishma: A Miracle of Destiny (2003) TV serial
- Qayamat (2003) – Ali Ramani
- Nie mów nikomu (2003) – Sanjeev Shrivasta
- Garv: Pride and Honour (2004) – inspektor Hyder Ali
- Wajahh: A Reason to Kill (2004) – Dr. Aditya Bhaghwat
- Hulchul (2004) – Shakti
- Taj Mahal: An Eternal Love Story (2005) – imperator Aurangzeb
- Maine Pyar Kyun Kiya? (2005) – człowiek w samolocie
- Jai Chiranjeeva (2005) – Pasupathi (telugu)
- Malamaal Weekly (2006) – Lottery inspektor
- Bhagam Bhag (2006) – Vikram Chauhan
- Bajrang – He Man (2006) – Pasupathi (hindi dubbing)
- Fool and Final (2007) – Moscow Chikna
- Shootout at Lokhandwala (2007) – Jawed Sheikh
- Om Shanti Om (2007) – gościnnie w piosence Deewangi Deewangi
- Dus Kahaniyaan (2007)
- Fashion (2008) –
- Jaane Tu Ya Jaane Na (2008) - Bhaloo
- Dabangg (2010) - Makhi

## Życie prywatne
W latach 1998–2017 jego żoną była modelka i aktorka Malaika Arora, siostra aktorki Amrita Arora. Mają syna, Arhaana, urodzonego w 2003 roku.